# Абано
Абано (англ. Abano Glacier) — льодовик, лежить на південно-східному схилі гори Казбек в Казбеґському муніципалітеті, що в Грузії. Довжина льодовика становить 4,6 км, а його площа - 1,6 км².